# Nazionale femminile di pallanuoto della Corea del Sud
La nazionale di pallanuoto femminile della Corea del Sud è la rappresentativa pallanuotistica della Corea del Sud in campo femminile nelle competizioni internazionali. 

## Storia
Nel 2019 parteciperà al Mondiale come nazione organizzatrice.